# Roman Bartoszcze
Roman Bolesław Bartoszcze (ur. 9 grudnia 1946 w Jaroszewicach, zm. 31 grudnia 2015 w Inowrocławiu) – polski polityk i rolnik, działacz opozycji antykomunistycznej w PRL, pierwszy prezes PSL, poseł na Sejm X i I kadencji. Brat Piotra. Kandydat na urząd prezydenta RP w wyborach w 1990.

## Życiorys
Ukończył w 1963 Zasadniczą Szkołę Górniczą w Rydułtowach i w 1970 Szkołę Przysposobienia Rolniczego w Inowrocławiu. Prowadził kilkunastohektarowe gospodarstwo rolne w Sławęcinie.
W 1969 był przewodniczącym koła gminnego Związku Młodzieży Wiejskiej, tego roku wstąpił do Zjednoczonego Stronnictwa Ludowego z którego wystąpił w 1980. W 1980 został jednym z liderów „Solidarności Chłopskiej”, a po zjednoczeniu w 1981 podjął działalność w NSZZ Rolników Indywidualnych „Solidarność”. Zainicjował 16 marca 1981 strajk okupacyjny rolników w Bydgoszczy. Kierował ogólnopolskim komitetem strajkowym, którego głównym postulatem była rejestracja rolniczej „Solidarności”. 17 kwietnia 1981 podpisał tzw. kończące protest porozumienie bydgoskie, które doprowadziło do rejestracji tego związku. W stanie wojennym był internowany przez ponad dwa miesiące, osadzono go w Zakładzie Karnym we Włocławku. Po zwolnieniu działał w Ogólnopolskim Komitecie Oporu Rolników, wydawał i kolportował wraz z ojcem Michałem i bratem Piotrem pismo „Żywią i bronią”. Był represjonowany przez funkcjonariuszy Służby Bezpieczeństwa.
W 1989 z ramienia Komitetu Obywatelskiego został wybrany do Sejmu kontraktowego. W 1990 wstąpił do Polskiego Stronnictwa Ludowego i został jego pierwszym prezesem. W tym samym roku kandydował w wyborach prezydenckich – w I turze z 25 listopada uzyskał 1 176 175 głosów (7,15%) i zajął 5. miejsce wśród sześciu kandydatów. W czerwcu 1991 utracił kierownictwo PSL, po czym odszedł z tej partii i założył Polskie Forum Ludowo-Chrześcijańskie „Ojcowizna”. Po raz drugi uzyskał mandat poselski z listy Porozumienia Obywatelskiego Centrum, w 1992 przystąpił do klubu parlamentarnego Ruchu dla Rzeczypospolitej. W wyborach parlamentarnych w 1997 bez powodzenia kandydował do Sejmu z listy Narodowo-Chrześcijańsko-Demokratycznego Bloku dla Polski. W wyborach prezydenckich w 2010 poparł kandydaturę Marka Jurka i wszedł w skład jego społecznego komitetu poparcia.
Zmarł 31 grudnia 2015, jego pogrzeb odbył się 2 stycznia 2016 w Inowrocławiu.

## Odznaczenia
W 2006, za wybitne zasługi w działalności na rzecz przemian demokratycznych w Polsce, za osiągnięcia w pracy zawodowej i społecznej, został odznaczony przez prezydenta Lecha Kaczyńskiego Krzyżem Komandorskim Orderu Odrodzenia Polski. W 2016 prezydent Andrzej Duda pośmiertnie nadał mu Krzyż Wolności i Solidarności.